# Mel Brooks
Mel Brooks (Brooklyn, New York, 28. lipnja 1926.), američki glumac, redatelj, scenarist i producent. 
Najpoznatiji je kao autor urnebesno smiješnih parodija i farsi na povijesne događaje.

## Mlade godine
Rodio se kao Melvin Kaminsky u New Yorku. Potječe iz rusko-židovske useljeničke obitelji. Oca je izgubio u dobi od 2,5 godine. Najpoznatiji filmski suradnik mu je Dom DeLuise. Ženio se dva puta, ima sina Maxa.Druga žena mu je bila slavna glumica Anne Bancroft.

## Karijera
Za svoj redateljski prvijenac, satričnu komediju Producenti iz 1968. je osvojio Oscar za najbolji originalni scenarij.
1974/'75. osvojio je s filmom Mladi Frankenstein nagradu Saturn za najbolju režiju.

## Filmografija
- 1968. Producenti
- 1970. 12 stolica
- 1974. Mladi Frankenstein
- 1974. Vruća sedla (Blazing saddles)
- 1976. Tišina, smijemo se
- 1978. Visoka napetost
- 1981. Smiješna strana povijesti
- 1987. Svemirske loptice
- 1991. Život smrdi
- 1993. Robin Hood: Muškarci u tajicama
- 1995. Drakula: Veseli mrtvac
- 1999. Slučaj za psihijatra

## Vanjske poveznice
- Mel Brooks u internetskoj bazi filmova IMDb-u (engl.)